# Jipmoktjärnen (Sorsele socken, Lappland, 725903-155377)
Jipmoktjärnen är en sjö i Sorsele kommun i Lappland och ingår i Umeälvens huvudavrinningsområde.